# 堀江帰一

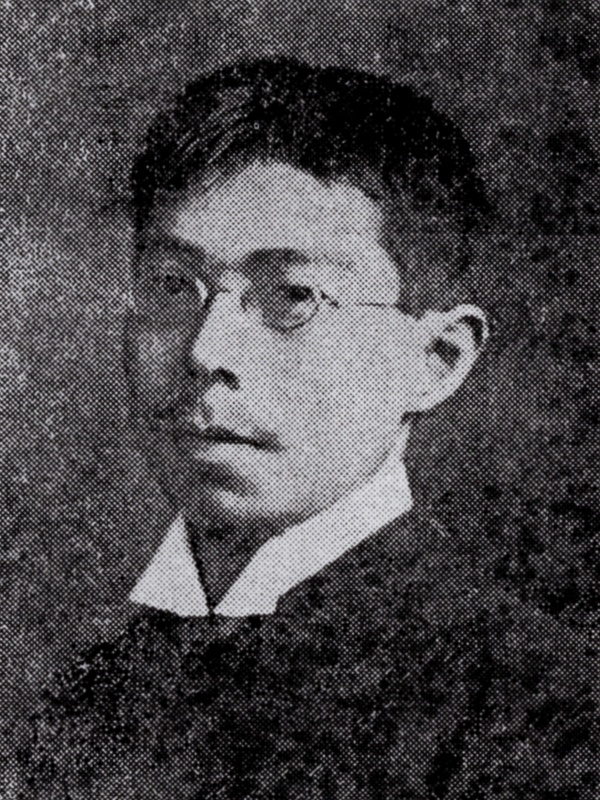
堀江帰一

堀江 帰一（ほりえ きいち、1876年4月27日 - 1927年12月9日）は、日本の経済学者・財政学者。長らく慶應義塾大学部理財科（のちの経済学部）を主導した。東京府出身。

## 人物
徳島藩士滝山正門の長男として生まれ、17歳で叔父の堀江家の養子となった。幼稚舎より慶應義塾で学び、大学に入る前にはアダム・スミスの『国富論』を読了していたという。1896年に大学部理財科卒業。その後、三井銀行に入社。時事新報社に移って経済関係の論説を執筆した。その頃も読書量は同僚も驚嘆するほどで、福澤諭吉からも期待される人材となっていた。
大学部教員養成を目指す慶應義塾は、1899年に神戸寅次郎・川合貞一・気賀勘重・青木徹二・名取和作・堀江帰一の6名を欧米へ派遣留学させることとした。この第1回留学生として堀江は、ハーバード大学、ロンドン大学、ベルリン大学に学んだ。1902年、帰国して慶應義塾の教壇に立ち、銀行論・貨幣論・財政論を講義した。1912年に理財科主任、1917年に理財科学長、1920年に慶應義塾大学経済学部長となった。また大学の教壇に立ちながら、時事新報の記者も兼ねていたが、こちらは1909年に退社している。
当初は自由主義に立脚していたが、日露戦争後、社会問題への関心を深めるようになる。1910年には再び欧米へ1年間留学、救貧法・工場法・社会問題などを研究するとともに、ドイツでは社会政策学会の重鎮であったルヨ・ブレンターノを訪問した。帰国後は、社会問題の講座を開設し、自ら講義を担当した。また、鈴木文治らが1912年に友愛会を結成すると評議員として参加した。

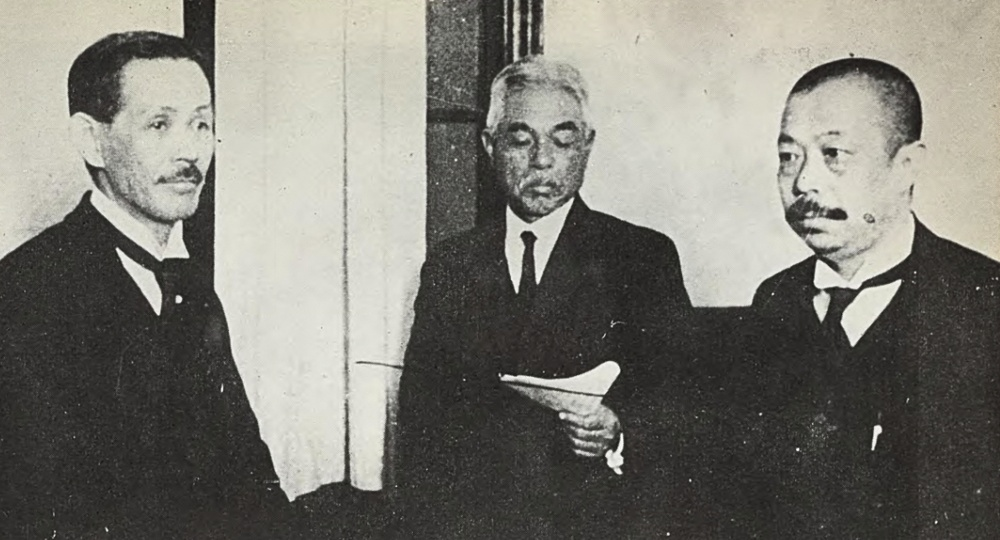
左から吉野作造、安部磯雄、堀江帰一（1926年）

第1次世界大戦によって社会問題が本格化すると、主要な産業の国有・国営化、労働者による産業管理、社会的格差の是正など、経済体制を抜本的に改革することが必要だと考えるようになった。さらに、産業民主主義と政治上の民主主義は不可分であるとして、金権政治を排し普通選挙制を実現すべしと主張した。このような彼の思想は、1921年に行った講演のタイトルから「国家資本主義」と呼ばれている。
1926年、社会民衆党の結成に際しては、安部磯雄・吉野作造らとともに呼びかけ人として名を連ねた。
1927年の金融恐慌では、枢密院・政府の対応を批判し、まずは銀行自身が経営基盤を強固にして責任を負うべきだと説いた。その年の12月、京都市岡崎公会堂での講演中に突然脳出血で倒れ、1週間後に死去した。墓所は青山霊園(14-1ロ-8-4)

## 家族
- 実父・滝山正門（-1875） - 元徳島藩士。海軍大尉、東京丸 (日本海軍)沈没時の船長。この3年後に海難事故で死去[3][4][5]。
- 養父・堀江助保(1830年生) - 実父正門の弟[6]。日本橋浜町河岸の徳島藩蜂須賀家家扶[6]。蜂須賀家の華族資本を元に渋沢栄一関係の東京帽子、日本煉瓦製造、東京人造肥料などに出資し、役員を務めた[7][8]。
- 妻・たき(1880年生)  - 滝山勉の娘[9]。その弟・滝山良一は關一大阪市長時代の助役。[10]
- 二男・堀江乙雄(1905年生)  - 日本放送協会国際部、GHQ情報局嘱託を経て東海大学教授[11]

## 著書
- 『貨幣制度論概要』（1902年）
- 『ダンバー氏銀行論』（1903年）
- 『財政学』（1909年）
- 『労働組合論』（1920年）
- 『経済組織改造論』（1920年）
- 『金融と恐慌』（1926年）
- 『堀江帰一全集』全10巻（改造社、1928-1929年）
  - 1　財政篇
  - 2　貨幣及金融篇　上
  - 3　貨幣及金融篇　下
  - 4　国際経済論　上
  - 5　国際経済論　中
  - 6　国際経済論　下
  - 7　社会問題篇
  - 8　雑纂　上
  - 9　雑纂　下
  - 10　雑誌論文・日記及書簡